# 姚彦 (1938年)
姚彦（1938年—），男，浙江兰溪人，中国通信工程专家，中国通信学会会士，曾任厦门大学教授、博士生导师。